# Ciak d'oro per il migliore attore protagonista
Il Ciak d'oro per il migliore attore è un premio assegnato nell'ambito dei Ciak d'oro che premia attori presenti in film di produzione italiana. Viene assegnato attraverso una votazione dei lettori della rivista Ciak dal 1986.

## Vincitori e candidati
I vincitori sono indicati in grassetto, a seguire gli altri candidati. Le percentuali indicano le preferenze ottenute nella votazione finale del pubblico.

### Anni 1980
- 1986 – Francesco Nuti per Tutta colpa del paradiso[1]
- 1987 – Vittorio Gassman per La famiglia[1]
- 1988 – Marcello Mastroianni per Oci ciornie[1]
- 1989 – Roberto Benigni per Il piccolo diavolo[1]

### Anni 1990
- 1990 – Michele Placido per Mery per sempre[1]
- 1991 – Diego Abatantuono per Mediterraneo[1]
- 1992 – Roberto Benigni per Johnny Stecchino[1]
- 1993 – Sergio Castellitto per Il grande cocomero[1]
- 1994 – Fabrizio Bentivoglio per Un'anima divisa in due[2]
- 1995 – Kim Rossi Stuart per Senza pelle[1]
- 1996 – Sergio Castellitto per L'uomo delle stelle[3]
- 1997 – Fabrizio Bentivoglio per Testimone a rischio
- 1998 – Roberto Benigni per La vita è bella[4]
- 1999 – Stefano Accorsi per Radiofreccia[5]

### Anni 2000
- 2000 – Bruno Ganz per Pane e tulipani[6]
- 2001 – Stefano Accorsi per L'ultimo bacio e Le fate ignoranti[7][5]
- 2002 – Sergio Castellitto per L'ora di religione[8]
- 2003 – Fabrizio Bentivoglio per Ricordati di me[9]
- 2004 – Luigi Lo Cascio per La meglio gioventù[10]
- 2005 – Carlo Verdone per Manuale d'amore[11]
- 2006 – Silvio Orlando per Il caimano[12]
- 2007 – Elio Germano per Mio fratello è figlio unico[13]
- 2008 – Valerio Mastandrea per Non pensarci[14]
- 2009 – Toni Servillo per Il divo[15]

### Anni 2010
- 2010 – Riccardo Scamarcio per Mine vaganti[16]
- 2011 – Kim Rossi Stuart per Vallanzasca - Gli angeli del male[17]
- 2012 – 1º classificato Elio Germano per Magnifica presenza[18]

2º classificato Valerio Mastandrea per Romanzo di una strage
3º classificato Fabrizio Bentivoglio per Scialla! (Stai sereno)
- 2013 – Toni Servillo per Viva la libertà[19]
- 2014 – Toni Servillo per La grande bellezza[20]
- 2015 – Elio Germano per Il giovane favoloso[21]
- 2016 – Marco Giallini per Perfetti sconosciuti[22]
- 2017 – Renato Carpentieri per La tenerezza[23]
- 2018 – Antonio Albanese per Come un gatto in tangenziale[24]
- 2019 – Alessandro Borghi per Sulla mia pelle[25]

### Anni 2020
- 2020[26][27] – Stefano Accorsi ed Edoardo Leo per La dea fortuna
  - Francesco Di Leva per Il sindaco del rione Sanità
  - Pierfrancesco Favino per Il traditore e Hammamet
  - Elio Germano per Favolacce e Volevo nascondermi
  - Luca Marinelli per Martin Eden
  - Riccardo Scamarcio per Il ladro di giorni
- 2021[28][29] – Massimiliano Gallo per Il silenzio grande
  - Antonio Albanese per Come un gatto in tangenziale - Ritorno a Coccia di Morto
  - Alessandro Borghi per Mondocane
  - Guido Caprino per Una relazione
  - Sergio Castellitto per Il cattivo poeta
  - Alessandro Gassmann per Non odiare
  - Fabrizio Gifuni per La belva
  - Edoardo Leo per Ritorno al crimine
  - Elio Germano per L'incredibile storia dell'Isola delle Rose
  - Renato Pozzetto per Lei mi parla ancora
  - Riccardo Scamarcio per L'ultimo Paradiso
  - Kim Rossi Stuart per Cosa sarà
- 2022[30][31] – Stefano Accorsi per Marilyn ha gli occhi neri (55,29%)
  - Pierfrancesco Favino per Nostalgia, Corro da te e Il colibrì (21,65%)
  - Alessandro Borghi per The Hanging Sun - Sole di mezzanotte (The Hanging Sun) (7,17%)
  - Silvio Orlando e Toni Servillo per Ariaferma (6,48%)
  - Giorgio Colangeli per Mindemic (5,01%)
  - Elio Germano per America Latina (4,39%)
- 2023[32][33] – Michele Riondino per Palazzina Laf (38,81%)
  - Edoardo Leo per Mia e L'ordine del tempo (25,10%)
  - Christian De Sica per I limoni d'inverno (15,62%)
  - Valerio Mastandrea per C'è ancora domani, Diabolik - Ginko all'attacco! e Diabolik - Chi sei? (10,70%)
  - Pierfrancesco Favino per Comandante e L'ultima notte di Amore (5,42%)
  - Alessandro Gassmann per L'ordine del tempo e Il mio nome è vendetta (4,34%)
- 2024[34][35] - Francesco Di Leva - Familia e Il treno dei bambini (39,67%)
  - Marco Leonardi - Il mio posto è qui (25,06%)
  - Lino Guanciale - L'invenzione di noi due (17,94%)
  - Antonio Albanese - Un mondo a parte
  - Pierfrancesco Favino - Napoli - New York e Adagio

## Attori pluripremiati
| Numero di vittorie | Vincitore            | Anni                   |
| ------------------ | -------------------- | ---------------------- |
| 4                  | Stefano Accorsi      | 1999, 2001, 2020, 2022 |
| 3                  | Roberto Benigni      | 1989, 1992, 1998       |
| 3                  | Fabrizio Bentivoglio | 1994, 1997, 2003       |
| 3                  | Sergio Castellitto   | 1993, 1996, 2002       |
| 3                  | Elio Germano         | 2007, 2012, 2015       |
| 3                  | Toni Servillo        | 2009, 2013, 2014       |
| 2                  | Kim Rossi Stuart     | 1995, 2011             |